# Lista stadionów piłkarskich w Anglii
Lista stadionów piłkarskich w Anglii składa się z obiektów drużyn znajdujących się w Premier League (I poziomie ligowym Anglii) oraz Championship (II poziomie ligowym Anglii). Na najwyższym poziomie rozgrywkowym znajduje się 20 drużyn, a na drugim poziomie 24 drużyny, których stadiony zostały przedstawione w poniższej tabeli według kryterium pojemności, od największej do najmniejszej. Tabela uwzględnia również miejsce położenia stadionu (miasto oraz region), klub do którego obiekt należy oraz rok jego otwarcia lub renowacji.
Do listy dodano również stadiony o pojemności powyżej 10 tys. widzów, które są areną domową drużyn z niższych lig lub obecnie w ogóle nie rozgrywano mecze piłkarskie.
Na 8 stadionach z listy: Wembley Stadium i White City Stadium w Londynie, Goodison Park w Liverpoolu, Old Trafford w Manchesterze, Villa Park w Birmingham, Hillsborough Stadium w Sheffield, Roker Park w Sunderland, Ayresome Park w Middlesbrough zostały rozegrane Mistrzostwa Świata w Piłce Nożnej 1966, które organizowała Anglia. Na Wembley Stadium w Londynie został rozegrany finał tych mistrzostw.
Na 8 stadionach z listy: Wembley Stadium w Londynie, Old Trafford w Manchesterze, Anfield w Liverpoolu, Villa Park w Birmingham, Elland Road w Leeds, Hillsborough w Sheffield, City Ground w Nottingham oraz St James’ Park w Newcastle upon Tyne zostały rozegrane Mistrzostwa Europy w Piłce Nożnej 1996, które organizowała Anglia. Na Wembley Stadium w Londynie został rozegrany finał tych mistrzostw.
Legenda:

    – stadiony IV kategorii UEFA

    – stadiony w budowie lub przebudowie

    – stadiony zamknięte lub zburzone
| Lp | Nazwa stadionu                  | Miejscowość         | Region                   | Drużyny                          | Otwarty / renowacja | Pojemność | Zdjęcie |
| -- | ------------------------------- | ------------------- | ------------------------ | -------------------------------- | ------------------- | --------- | ------- |
| 1  | Wembley Stadium                 | Londyn              | Wielki Londyn            | Reprezentacja Anglii             | 1923/2007           | 90 000    |         |
| 2  | Old Trafford                    | Manchester          | North West England       | Manchester United                | 1910                | 75 765    |         |
| 3  | Anfield                         | Liverpool           | North West England       | Liverpool                        | 1884                | 61 276    |         |
| 4  | Emirates Stadium                | Londyn              | Wielki Londyn            | Arsenal                          | 2006                | 60 362    |         |
| 5  | Olympic Stadium                 | Londyn              | Wielki Londyn            | West Ham United                  | 2011/2014           | 60 000    |         |
| 6  | Etihad Stadium                  | Manchester          | North West England       | Manchester City                  | 2002                | 55 017    |         |
| 7  | St James’ Park                  | Newcastle upon Tyne | North East England       | Newcastle United                 | 1880                | 52 405    |         |
| 8  | Stadium of Light                | Sunderland          | North East England       | Sunderland                       | 1997                | 48 707    |         |
| 9  | Villa Park                      | Birmingham          | West Midlands            | Aston Villa                      | 1897                | 42 785    |         |
| 10 | Stamford Bridge                 | Londyn              | Wielki Londyn            | Chelsea                          | 1877                | 41 798    |         |
| 11 | Hillsborough Stadium            | Sheffield           | Yorkshire and the Humber | Sheffield Wednesday              | 1899                | 39 732    |         |
| 12 | Goodison Park                   | Liverpool           | North West England       | Everton                          | 1892                | 39 571    |         |
| 13 | Elland Road                     | Leeds               | Yorkshire and the Humber | Leeds United                     | 1904                | 37 914    |         |
| 14 | White Hart Lane                 | Londyn              | Wielki Londyn            | Tottenham Hotspur                | 1899                | 36 284    |         |
| 15 | Boleyn Ground                   | Londyn              | Wielki Londyn            | West Ham United                  | 1904                | 35 016    |         |
| 16 | Riverside Stadium               | Middlesbrough       | North East England       | Middlesbrough                    | 1995                | 34 998    |         |
| 17 | Pride Park Stadium              | Derby               | East Midlands            | Derby County                     | 1997                | 33 502    |         |
| 18 | St Mary’s Stadium               | Southampton         | South East England       | Southampton                      | 2001                | 32 689    |         |
| 19 | Bramall Lane                    | Sheffield           | Yorkshire and the Humber | Sheffield United                 | 1862                | 32 609    |         |
| 20 | Ricoh Arena                     | Coventry            | West Midlands            | brak                             | 2005                | 32 604    |         |
| 21 | King Power Stadium              | Leicester           | East Midlands            | Leicester City                   | 2002                | 32 312    |         |
| 22 | Ewood Park                      | Blackburn           | North West England       | Blackburn Rovers                 | 1890                | 31 154    |         |
| 23 | Molineux                        | Wolverhampton       | West Midlands            | Wolverhampton Wanderers          | 1889                | 30 852    |         |
| 24 | Falmer Stadium                  | Falmer              | South East England       | Brighton & Hove Albion           | 2011                | 30 750    |         |
| 25 | City Ground                     | Nottingham          | East Midlands            | Nottingham Forest                | 1898                | 30 540    |         |
| 26 | Portman Road                    | Ipswich             | East of England          | Ipswich Town                     | 1884                | 30 311    |         |
| 27 | St Andrew’s                     | Birmingham          | West Midlands            | Birmingham City                  | 1906                | 29 409    |         |
| 28 | Reebok Stadium                  | Horwich             | North West England       | Bolton Wanderers                 | 1997                | 28 100    |         |
| 29 | Britannia Stadium               | Stoke-on-Trent      | West Midlands            | Stoke City                       | 1997                | 27 740    |         |
| 30 | Carrow Road                     | Norwich             | East of England          | Norwich City                     | 1935                | 27 224    |         |
| 31 | The Valley                      | Londyn              | Wielki Londyn            | Charlton Athletic                | 1919                | 27 111    |         |
| 32 | The Hawthorns                   | West Bromwich       | West Midlands            | West Bromwich Albion             | 1900                | 26 586    |         |
| 33 | Selhurst Park                   | Londyn              | Wielki Londyn            | Crystal Palace                   | 1924                | 26 255    |         |
| 34 | Craven Cottage                  | Londyn              | Wielki Londyn            | Fulham                           | 1896                | 25 700    |         |
| 35 | KC Stadium                      | Kingston upon Hull  | Yorkshire and the Humber | Hull City                        | 1903                | 25 404    |         |
| 36 | DW Stadium                      | Wigan               | North West England       | Wigan Athletic                   | 1999                | 25 138    |         |
| 37 | Valley Parade                   | Bradford            | Yorkshire and the Humber | Bradford City                    | 1903                | 25 136    |         |
| 38 | John Smith’s Stadium            | Huddersfield        | Yorkshire and the Humber | Huddersfield Town                | 1994                | 24 554    |         |
| 39 | Madejski Stadium                | Reading             | South East England       | Reading                          | 1998                | 24 197    |         |
| 40 | Deepdale                        | Preston             | North West England       | Preston North End                | 1878                | 23 404    |         |
| 41 | Oakwell Stadium                 | Barnsley            | Yorkshire and the Humber | Barnsley                         | 1887                | 23 287    |         |
| 42 | Stadium:mk                      | Milton Keynes       | South East England       | Milton Keynes Dons               | 2007                | 22 223    |         |
| 43 | Turf Moor                       | Burnley             | North West England       | Burnley                          | 1883                | 21 940    |         |
| 44 | Ashton Gate                     | Bristol             | South West England       | Bristol City                     | 1904                | 21 804    |         |
| 45 | Fratton Park                    | Portsmouth          | South East England       | Portsmouth                       | 1898                | 21 178    |         |
| 46 | Meadow Lane                     | Nottingham          | East Midlands            | Notts County                     | 1910                | 20 280    |         |
| 47 | The Den                         | Londyn              | Wielki Londyn            | Millwall                         | 1910                | 19 734    |         |
| 48 | Vale Park                       | Stoke-on-Trent      | West Midlands            | Port Vale                        | 1950                | 19 148    |         |
| 49 | Loftus Road                     | Londyn              | Wielki Londyn            | Queens Park Rangers              | 1904                | 18 439    |         |
| 50 | Vicarage Road                   | Watford             | East of England          | Watford                          | 1922                | 17 477    |         |
| 51 | Brunton Park                    | Carlisle            | North West England       | Carlisle United                  | 1909                | 16 683    |         |
| 52 | Home Park                       | Plymouth            | South West England       | Plymouth Argyle                  | 1893                | 16 388    |         |
| 53 | Prenton Park                    | Birkenhead          | North West England       | Tranmere Rovers                  | 1912                | 16 151    |         |
| 54 | Bloomfield Road                 | Blackpool           | North West England       | Blackpool                        | 1899                | 16 007    |         |
| 55 | Keepmoat Stadium                | Doncaster           | Yorkshire and the Humber | Doncaster Rovers                 | 2006                | 15 231    |         |
| 56 | County Ground                   | Swindon             | South West England       | Swindon Town                     | 1896                | 14 983    |         |
| 57 | Griffin Park                    | Londyn              | Wielki Londyn            | Brentford                        | 1904                | 12 763    |         |
| 58 | Kassam Stadium                  | Oksford             | South East England       | Oxford United                    | 2001                | 12 500    |         |
| 59 | New York Stadium                | Rotherham           | Yorkshire and the Humber | Rotherham United                 | 2012                | 12 009    |         |
| 60 | Roots Hall                      | Southend-on-Sea     | East of England          | Southend United                  | 1955                | 11 927    |         |
| 61 | Gateshead International Stadium | Felling             | North East England       | Gateshead                        | 1955                | 11 750    |         |
| 62 | Memorial Stadium                | Bristol             | South West England       | Bristol Rovers                   | 1921                | 11 626    |         |
| 63 | London Road                     | Peterborough        | East of England          | Peterborough United              | 1913                | 11 494    |         |
| 64 | Priestfield Stadium             | Gillingham          | South East England       | Gillingham                       | 1893                | 11 440    |         |
| 65 | Gigg Lane                       | Bury                | North West England       | Bury i F.C. United of Manchester | 1885                | 11 313    |         |
| 66 | Bescot Stadium                  | Walsall             | West Midlands            | Walsall                          | 1990                | 10 989    |         |
| 67 | Edgeley Park                    | Stockport           | North West England       | Stockport County                 | 1901                | 10 852    |         |
| 68 | Boundary Park                   | Oldham              | North West England       | Oldham Athletic                  | 1904                | 10 850    |         |
| 69 | Abbey Stadium                   | Cambridge           | East of England          | Cambridge United                 | 1923                | 10 847    |         |
| 70 | The Shay                        | Halifax             | Yorkshire and the Humber | Halifax Town                     | 1921                | 10 500    |         |
| 71 | Proact Stadium                  | Chesterfield        | East Midlands            | Chesterfield                     | 2010                | 10 300    |         |
| 72 | Kenilworth Road                 | Luton               | East of England          | Luton Town                       | 1905                | 10 226    |         |
| 73 | Sincil Bank                     | Lincoln             | East Midlands            | Lincoln City                     | 1895                | 10 130    |         |
| 74 | Alexandra Stadium               | Crewe               | North West England       | Crewe Alexandra                  | 1899                | 10 109    |         |
| 75 | Weston Homes Community Stadium  | Colchester          | East of England          | Colchester United                | 2008                | 10 105    |         |
| 76 | Spotland                        | Rochdale            | North West England       | Rochdale                         | 1920                | 10 037    |         |
| 77 | Adams Park                      | High Wycombe        | South East England       | Wycombe Wanderers                | 1990                | 10 000    |         |